# Boris Andreev (attore)
Boris Andreev (Saratov, 9 febbraio 1915 – Mosca, 21 aprile 1982) è stato un attore sovietico.

## Filmografia parziale

### Attore
- Bol'šaja žizn' (1939)
- I trattoristi (1939)
- Istrebiteli (1939)
- Ščors (1939)
- Valerij Čkalov (1941)
- Aleksandr Parchomenko (1942)
- Doroga k zvёzdam (1942)
- Come fu temprato l'acciaio (1942)
- Kotovskij (1942)
- I due combattenti (1943)
- Malachov kurgan (1944)
- Ja - černomorec! (1944)
- Bol'šaja žizn'. Vtoraja serija (1946)
- La canzone della terra siberiana (1947)
- Incontro sull'Elba (1949)
- I cosacchi del Kuban (1949)
- La caduta di Berlino (1949)
- L'indimenticabile 1919 (1951)
- Maksimka (1952)
- Una grande famiglia (1954)
- Meksikanec (1955)
- Il conquistatore dei Mongoli (1956)
- Poėma o more (1958)
- Žestokost' (1959)
- Storia degli anni di fuoco (1960)
- Put' k pričalu (1962)
- Optimističeskaja tragedija (1963)
- Desna incantevole (1964)
- Ostrov sokrovišč (1971)
- Šutite? (1971)
- Deti Vanjušina (1973)
- Na kraj sveta... (1975)
- Naznačaeš'sja vnučkoj (1975)
- Slëzy kapali, regia di Georgij Danelija (1983)

## Premi
- Artista popolare della RSFSR
- Artista del popolo dell'Unione Sovietica
- Premio Stalin
- Ordine di Lenin
- Ordine della Rivoluzione d'ottobre
- Ordine della Stella rossa